# マーク・ハーマン
マーク・ハーマン（Mark Herman、1954年 - ）はイギリス・イースト・ライディング・オブ・ヨークシャーのブリドリントン出身の映画監督・脚本家。

## 主な監督作品
- ベルボーイ狂騒曲/ベニスで死にそ〜 Blame It on the Bellboy (1992)
- ブラス! Brassed Off (1996)
- リトル・ヴォイス Little Voice (1998)
- シーズンチケット Purely Belter (2000)
- スプリング・ガーデンの恋人 Hope Springs (2003)
- 縞模様のパジャマの少年 The Boy in the Striped Pyjamas (2008)